# São José das Torres
São José das Torres é um distrito do município de Mimoso do Sul, no Espírito Santo . O distrito possui  cerca de 2 600 habitantes e está situado na região sudeste do município .